# Fecenia
Fecenia és un gènere d'aranyes araneomorfes de la família dels psècrids (Psechridae). Fou descrit per primera vegada l'any 1887 per Eugène Simon.
Les espècies d'aquest gènere es troben al sud i sud-est d'Àsia i a l'oest d'Oceania.

## Taxonomia
Segons el World Spider Catalog amb data de 5 de gener de 2019, Fecenia té reconegudes les següents 4 espècies:
- Fecenia cylindrata Thorell, 1895 — Xina, Birmània, Tailàndia, Laos
- Fecenia macilenta (Simon, 1885) — Malàisia, Sumatra (Indonèsia)
- Fecenia ochracea (Doleschall, 1859) — Des de les Filipines fins a Queensland
- Fecenia protensa Thorell, 1891 — Índia (principalment a les Illes Nicobar), Sri Lanka, Vietnam, Tailàndia, Malàisia, Singapur, Brunei, Indonèsia (Sumatra, Borneo, Bali)